# Quercus geminata
Quercus geminata är en bokväxtart som beskrevs av John Kunkel Small. Quercus geminata ingår i släktet ekar, och familjen bokväxter. Inga underarter finns listade.

## Bildgalleri

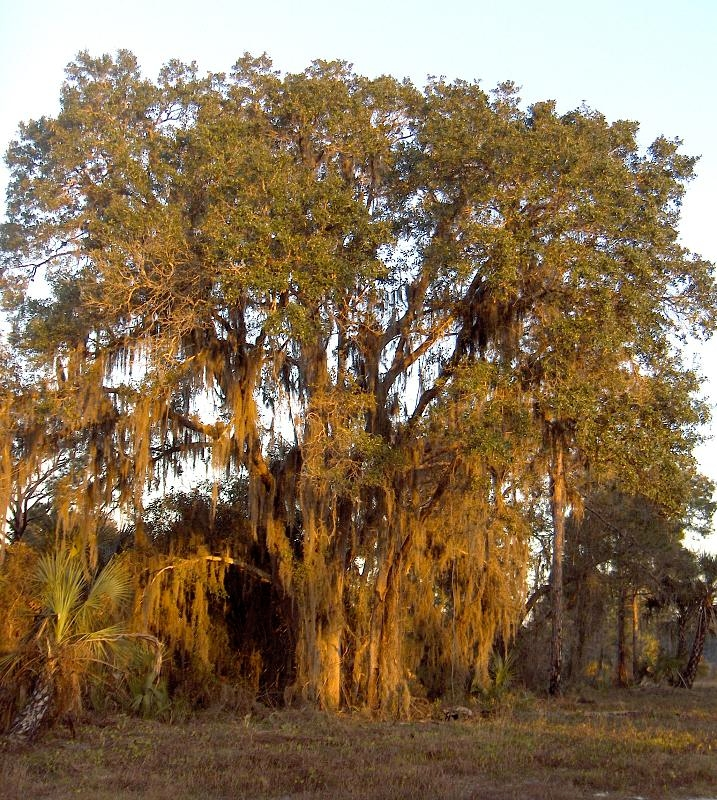